# Mirabela Grădinaru
Mirabela Grădinaru (n. 1984, Vaslui, România) este o manageră română într-o companie auto internațională, cunoscută ca partenera de viață a lui Nicușor Dan, președintele României. Originară din Vaslui, a fost o prezență publică discretă până la campania electorală prezidențială din 2025, când implicarea sa în susținerea candidatului a devenit mai vizibilă.

## Viața timpurie și educația
Mirabela Grădinaru s-a născut și a crescut în Vaslui. Mama sa, Liliana Grădinaru, este învățătoare. A absolvit Facultatea de Geografie din cadrul Universității din București, specializarea Geografie-Franceză.

## Relația cu Nicușor Dan
L-a cunoscut pe Nicușor Dan în 2005, în perioada studenției. Cei doi formează un cuplu de peste 20 de ani, având împreună doi copii: Aheea și Antim. Deși nu sunt căsătoriți, ambii au declarat public că intenționează să facă acest pas.

## Carieră
Mirabela Grădinaru ocupă o poziție managerială într-o companie auto internațională. De asemenea, s-a implicat în acțiuni civice, participând la proteste pentru salvarea Halei Matache.

## Implicarea în campania electorală din 2025
În timpul campaniei prezidențiale din 2025, a susținut public candidatura lui Nicușor Dan, apărând în interviuri și evenimente electorale. După victoria acestuia, a participat la vizita oficială în Austria.